# Codex Holmiensis

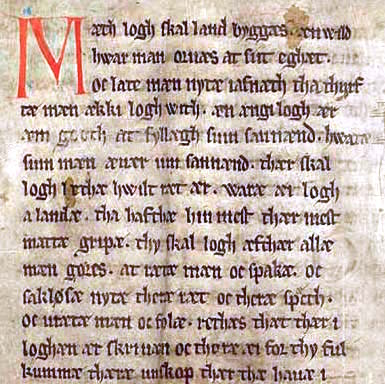
Texto del manuscrito Codex Holmiensis C 37.

El Codex Holmiensis C 37, también llamado Codex Juto, es un manuscrito danés que registra el Códice de Jutlandia (en danés: Jyske Lov), un código civil promulgado bajo el reinado de Valdemar II de Dinamarca. El códice era aplicado en Funen y Jutlandia hasta las fronteras del río Eider. El rey no firmó el acta en Jutlandia, sino en el castillo real de Vordingborg, a principios de 1241.

Con ley sería la tierra [nación] construida. [...] Y si todos los hombres mantuvieran [les satisface] lo que es suyo, y otorgasen a otros disfrutar de los mismos derechos, no necesitaríamos de [una] ley. [...] Si la tierra no tenía ley, entonces cualquiera podría apoderarse [por la fuerza] de la mayoría.

La ley, debe ser honesta, justa, razonable, y conforme los caminos del pueblo. Debe cumplir para con sus necesidades, y hablar claro para que todos los hombres sepan y entiendan como es la ley. No está hecha para favorecer a un hombre, sino para las necesidades de todos ellos que viven en la tierra. Ningún hombre juzgará [condenará] la ley que el rey ha concedido y el pueblo ha elegido; tampoco podrá [el rey] retractarse sin la voluntad del pueblo.

El códice se sustituyó por el Código Danés de Cristián V de Dinamarca (1683); no obstante algunas partes correspondientes a la sección de Schleswig fueron usadas con la llegada del Bürgerliches Gesetzbuch alemán en 1900.